# Afrikaneri
Afrikanerii sunt un grup etnic sud-african de origine neerlandeză, franceză, germană și scandinavă, care vorbește limba afrikaans, derivată din neerlandeza secolului XVII-lea. Ei își au originea în coloniștii preponderent neerlandezi care au sosit la Capul Bunei Speranțe în secolele al XVII-lea și al XVIII-lea, începând cu anul 1652. De-a lungul istoriei, au jucat un rol dominant în politica sud-africană și în sectorul agricol comercial până în 1994. Limba afrikaans, a treia cea mai vorbită limbă maternă din Africa de Sud, s-a dezvoltat ca limbă principală a afrikanerilor și a majorității comunității Coloured.  Provenind din dialectul olandez al secolului XVII-lea din regiunea sudul Olandei, aceasta a integrat și influențe lexicale din limbile sclavilor aduși din Indiile Orientale Olandeze (actuala Indonezie) și Madagascar.  Conform recensământului național din 2011, afrikanerii reprezentau aproximativ 5,2% din populația Africii de Sud, respectiv 2.710.461 de persoane, această estimare bazându-se pe numărul sud-africanilor albi care au afrikaans ca limbă maternă.
Sosirea navigatorului portughez Vasco da Gama la Calicut, în 1498, a deschis o rută maritimă directă între Europa de Vest și Asia, trecând pe lângă Capului Bunei Speranțe. Aceasta a necesitat fondarea și protejarea unor stații comerciale în est. Portughezii au ajuns în Mossel Bay în 1500 și au explorat Table Bay în 1502, iar până în 1510 au început raiduri în interiorul teritoriului sud-african. La scurt timp după, Provinciile Unite au trimis nave comerciale în India, iar în 1602 au fondat Vereenigde Oostindische Compagnie (Compania Neerlandeză a Indiilor de Est – VOC) pentru a facilita comerțul cu Asia.  Pe măsură ce traficul maritim pe lângă Capul Bunei Speranțe s-a intensificat, compania a identificat portul natural din golful Table Bay ca un punct strategic ideal pentru reaprovizionarea navelor aflate în tranzit între Africa și Orient. Astfel, în 1652, a înființat acolo o stație de aprovizionare, care a evoluat treptat și a devenit orașul Cape Town. Funcționarii companiei VOC nu au încurajat așezarea permanentă a europenilor în imperiul lor comercial, însă, pe parcursul celor 140 de ani de guvernare neerlandeză, mulți angajați ai companiei s-au retras din activitate sau au fost eliberați din contracte, stabilindu-se definitiv în colonie ca cetățeni liberi. În plus, necesitatea de a aproviziona garnizoanele locale și flotele de nave aflate în tranzit a determinat administrația colonială să acorde libertate unor angajați și să îi încurajeze să devină fermieri independenți.
Încurajată de succesul acestui experiment, compania VOC a oferit, între 1685 și 1707, transport gratuit pentru neerlandezii care doreau să se stabilească în regiunea Cape. În 1688, a sponsorizat imigrarea a 200 de refugiați hughenoți francezi, forțați să plece în exil în urma edictului de la Fontainebleau. Hughenoții au acceptat aceleași condiții impuse tuturor coloniștilor sub autoritatea VOC, beneficiind de transport gratuit și de echipamente agricole oferite pe credit. Încercările anterioare de cultivare a viței-de-vie și de exploatare a livezilor de măslini nu au avut succes, iar autoritățile sperau că hughenoții, având experiență în agricultura mediteraneană, vor reuși acolo unde coloniștii neerlandezi eșuaseră. Lor li s-au alăturat și soldați ai companiei VOC care se întorceau din Asia, majoritatea fiind germani recrutați prin vasta rețea de recrutare a companiei și apoi trimiși peste hotare. În ciuda diversității lor naționale, coloniștii au adoptat un limbaj comun și viziuni similare asupra politicii. Valorile și trăsăturile împărtășite de aceștia au constituit fundamentul identității și conștiinței afrikanere. Atributele pe care le-au împărtășit au servit ca bază pentru evoluția identității și conștiinței afrikanere.
Naționalismul afrikaner s-a manifestat în secolul XX prin partide politice și organizații secrete precum Broederbond. În 1914, a fost înființat Partidul Național, având ca obiectiv promovarea intereselor economice afrikanere și reducerea influenței britanice asupra Africii de Sud. Pe măsură ce și-a consolidat puterea, partidul a câștigat alegerile legislative din 1948, fiind cunoscut atât pentru politica sa strictă de segregare rasială (apartheid), cât și pentru transformarea Africii de Sud într-o republică în 1961, retrăgând țara din Commonwealth-ul britanic. Partidul Național a rămas la putere până în 1994, când, în urma negocierilor pentru încheierea apartheidului, au fost organizate primele alegeri multirasiale din istoria țării, realizându-se astfel o franciză universală. Ca urmare a acestui rezultat electoral, Partidul Național a fost înlăturat de la putere și a fost dizolvat în 2005. Cu toate acestea, interesele afrikanerilor continuă să fie reprezentate în Parlament de două partide principale: Freedom Front Plus și, într-o măsură mai mică, Alianța Democrată, care este totodată și principala formațiune de opoziție.

## Denumirea
Termenul „afrikaner” (anterior utilizat sub formele „afrikaander” sau „afrikaaner”, derivat din cuvântul neerlandez „Africaaner”) desemnează în prezent grupul dominant din punct de vedere politic, cultural și social în rândul sud-africanilor albi, respectiv al celor vorbitori de limba afrikaans și de origine predominant neerlandeză. Progenitorii acestora, în special pe linie paternă, includ și un număr mai mic de imigranți flamanzi, hughenoți francezi și germani. Istoric, termenii „burgher” și „bur” au fost, de asemenea, folosiți pentru a descrie albii vorbitori de afrikaans ca grup; niciunul dintre aceștia nu este deosebit de obiectabil, dar termenul „afrikaner” este considerat a fi mai potrivit și mai cuprinzător.
Până la sfârșitul secolului al XIX-lea, termenul „afrikaner” era folosit frecvent atât în republicile bure, cât și în Colonia Capului. Inițial, termenul „burgher” se referea la neerlandezii din Cap: acei coloniști care aveau o influență semnificativă în administrația locală, erau implicați activ în treburile urbane și participau regulat la acestea. Pe de altă parte, „bur” desemna adesea fermierii de origine europeană sau păstorii nomazi. În perioada Republicii Batavă , între 1795 și 1806, termenul „burgher” (în română cetățean) a fost adoptat pe scară largă în rândul comunităților neerlandeze, atât în țară, cât și în coloniile din străinătate, ca o formă populară și revoluționară de adresare. În Africa de Sud, acest termen a rămas în uz până în timpul celui de-al Doilea Război al Burilor (1899-1902).
Prima instanță înregistrată în care un colonist s-a identificat drept „afrikaner” a avut loc în martie 1707, în timpul unui incident de tulburare a ordinii publice în orașul Stellenbosch. Când magistratul, Johannes Starrenburg, a ordonat unui grup de tineri zgomotoși și indisciplinați să se oprească, unul dintre aceștia, un tânăr alb pe nume Hendrik Biebouw, i-a răspuns: „Ik wil niet loopen, ik ben een Africaander - al slaat de landdrost mij dood, al al zetten hij mij in de tronk, ik zal, nog wil niet zwijgen!” („Nu voi pleca, sunt un afrikaner – chiar dacă magistratul mă bate la moarte sau mă pune în închisoare, nu voi tăcea și nu voi pleca!”). Hendrik Biebouw a fost bătut pentru insolența sa și ulterior exilat în orașul Batavia (actualul Jakarta, Indonezia). :22 Se crede că termenul „afrikaner” a fost folosit pentru prima dată pentru a desemna Coloureds sau alte grupuri cu strămoși de rasă mixtă. Hendrik Biebouw avea mai mulți frați „corcituri” (rasa mixtă) și s-ar fi putut identifica social cu Coloureds. Utilizarea tot mai frecventă a termenului a semnalat nașterea unei noi identități pentru sud-africanii albi, indicând pentru prima dată o identificare mai puternică cu Colonia Capului decât cu orice patrie ancestrală europeană.

## Origini
În mod tradițional, cercetătorii au considerat că afrikanerii constituie o populație relativ omogenă, având în principal strămoși neerlandezi și fiind influențați de un efect semnificativ de fondator. Această ipoteză a fost însă reevaluată de studii recente, care sugerează o diversitate genetică mai mare decât se credea anterior în rândul albilor sud-africani, inclusiv în cadrul comunității afrikanerilor. Cercetările indică o contribuție genetică semnificativă și din alte surse europene, precum germanii și hughenoții francezi, alături de influențe mai puțin cunoscute din alte grupuri etnice.
Afrikanerii descind, în proporții variabile, din imigranți neerlandezi, germani și hughenoți francezi, cu influențe minore din alte grupuri europene și din populațiile indigene africane. Una dintre primele căsătorii interrasiale înregistrate în Cape Town a avut loc în 1664 între Krotoa, o femeie khoe, și Peder Havgaard, un chirurg danez. Descendenții lor au devenit strămoșii unor familii afrikaner notabile, precum Pelzer, Kruger și Steenkamp. Deși Compania Neerlandeză a Indiilor de Est (VOC) a administrat și stabilit inițial Colonia Capului, printre primii coloniști s-au numărat și imigranți din alte regiuni europene. Mulți au sosit nu prin liste oficiale de pasageri, ci ca angajați ai VOC, iar unii dintre aceștia au ales să rămână definitiv în colonie. Un segment semnificativ dintre acești coloniști era format din soldați germani eliberați din serviciul colonial, dar și din europeni provenind din alte teritorii aflate sub influența Olandei. Până în 1691, peste un sfert din populația albă a Coloniei Capului nu era de origine neerlandeză. Recensămintele realizate în perioada tranziției la administrația britanică indică faptul că, dintr-un total de 26.720 de coloniști permanenți, aproximativ 50% erau neerlandezi, 27% germani, 17% francezi și 5,5% de alte origini. Această compoziție etnică de la sfârșitul administrației neerlandeze a fost utilizată frecvent în studii pentru a caracteriza originea afrikanerilor moderni. Cu toate acestea, academicieni precum Dr. Johannes Heese au subliniat complexitatea genetică a comunității afrikanerilor și influențele diverse care au contribuit la formarea acesteia.
Pe baza cercetărilor sale genealogice desfășurate între 1657 și 1867, dr. Johannes Heese, în studiul său "Die Herkoms van die Afrikaners" (în română "Originile Afrikanerilor"), a estimat compoziția etnică a afrikanerilor astfel: 35,5% neerlandezi, 34,4% germani, 13,9% hughenoți francezi, 7,2% non-europeni, 2,6% englezi, 2,8% alți europeni și 3,6% necunoscuți.:18 Pentru a ajunge la această concluzie, Heese a analizat registrele căsătoriilor și numărul de copii ai fiecărui imigrant, împărțind perioada în șase intervale de câte 30 de ani. Considerând că primii coloniști au avut o contribuție mai mare la fondul genetic, el a aplicat factori de reducere progresivi (32, 16, 8, 4, 2 și 1) fiecărei generații. Heese a susținut că studiile anterioare au supraestimat ascendența neerlandeză, clasificând greșit unii coloniști germani drept neerlandezi. Totodată, în propriul său studiu, el a inclus o parte dintre imigranții scandinavi (în special danezi) în categoria „germanilor”. Istoricul britanic George McCall Theal, bazându-se pe studiul genealogic al lui Christoffel Coetzee de Villiers, "Geslacht Register der Oude Kaapsche Familien", a oferit o estimare diferită: 67% neerlandezi, cu contribuții aproape egale ale hughenoților și germanilor, fiecare cu aproximativ 17%. Theal a contestat estimările care sugerau o proporție mai mare de ascendență germană, susținând că acestea includeau eronat coloniști din cantoanele elvețiene germanofone și ignorau politica VOC de recrutare a neerlandezilor din regiunile germane de frontieră. De asemenea, el a subliniat că în Colonia Capului, femeile neerlandeze au fost predominant majoritare, iar cei mai mulți vrijburgi (cetățeni liberi) germani s-au căsătorit cu neerlandeze.
Gradul ridicat de omogenitate genetică în rândul afrikanerilor se datorează în mare parte dezechilibrului de gen din perioada guvernării neerlandeze. Doar un număr redus de angajați ai VOC care au călătorit din Țările de Jos și-au putut aduce familiile, iar VOC nu a permis angajarea femeilor europene în mod oficial. Între 1657 și 1806, doar 454 de femei europene au ajuns în Colonia Capului, comparativ cu 1.590 de bărbați coloniști. Această disparitate a avut mai multe efecte demografice semnificative. În primul rând, femeile albe din Africa de Sud, asemenea celor din coloniile nord-americane, s-au căsătorit mai devreme și au avut mai mulți copii decât femeile din Europa de Vest. În al doilea rând, datorită numărului limitat de familii europene, căsătoriile inter-familiale au devenit frecvente, în special pe linie maternă. Acest fenomen a fost consolidat de interdependența economică dintre familii, care se manifesta prin obligații de credit și ipotecare în cadrul coloniei. Astfel, familiile afrikanere au devenit mai numeroase, mai interconectate și mai clannice decât cele din orice altă colonie europeană. Printre cele mai comune nume de familie afrikanere se numără Botha, Pretorius și van der Merwe. Similar altor populații descendente dintr-un număr mic de progenitori, afrikanerii au dezvoltat o incidență ridicată a unor afecțiuni genetice rare, precum porfirie variegată.
Potrivit unui studiu genetic realizat în februarie 2019, aproape toți afrikanerii prezintă un amestec genetic care include strămoși non-europeni. În medie, 4,8% din moștenirea lor este de origine non-europeană, dintre care 2,1% sunt strămoși africani și 2,7% provin din popoare asiatice și amerindiene. Dintre cei 77 de afrikaneri analizați, 6,5% au avut un procent mai mare de 10% de amestecuri non-europene, 27,3% au avut între 5 și 10%, 59,7% au avut între 1 și 5%, iar 6,5% au avut sub 1%. Aproximativ 3,4% din amestecul neeuropenilor se poate lega de popoarele sclave aduse în colonia Capului din diverse regiuni în perioada colonială. Doar 1,38% din amestecul non-european este atribuit popoarelor indigene khoikhoi și san.

## Demografie

### Estimări din 1691
Compania Neerlandeză a Indiilor de Est (VOC) nu intenționa inițial să stabilească o așezare europeană permanentă la Capul Bunei Speranțe. Până în 1657, VOC a acordat o atenție minimă dezvoltării și administrării coloniei neerlandeze din regiunea Cape. Din perspectiva VOC, regiunea avea o importanță strict strategică, servind drept stație de aprovizionare, fără un stimulent economic suficient pentru a susține o colonizare extinsă. În plus, regiunea Cape era nepopulară printre angajații companiei, care o considerau un avanpost izolat, arid și lipsit de oportunități de avansare.
Cu toate acestea, un număr mic de angajați ai VOC, implicați în fondarea coloniei și în primii ani ai existenței acesteia, și-au exprimat dorința de a solicita subvenții de teren pentru a se stabili în Cape ca fermieri independenți. Acești coloniști au format ulterior o clasă socială cunoscută sub numele de „vrijlieden” sau „vrijburgers” (în română cetățeni liberi), foști angajați ai VOC care, după încheierea contractelor, au ales să rămână în teritoriile olandeze de peste mări. Pentru a deveni „vrijburgeri”, coloniștii trebuiau să fie de origine neerlandeză (deși se făceau excepții pentru unii germani), să fie căsătoriți, să aibă un caracter considerat „bun” și să accepte obligația de a rămâne în Africa de Sud timp de cel puțin 20 de ani. În martie 1657, când primii „vrijburgeri” au început să își primească fermele, populația albă din regiunea Cape era de doar 134 de persoane. Deși solul și climatul din Cape Town erau favorabile agriculturii, numărul imigranților dispuși să se stabilească în regiune rămânea redus. Mulți dintre coloniști erau orfani, refugiați sau indivizi fără resurse. Începând cu 1688, colonia a atras un număr de hughenoți francezi, majoritatea refugiați din Franța, unde conflictele religioase dintre protestanți și catolici persistau de decenii.
Populația albă din Africa de Sud în 1691 a fost descrisă drept „stocul originar” al poporului afrikaner, deoarece nu s-au făcut eforturi semnificative pentru a aduce noi familii de coloniști după începutul secolului al XVIII-lea. Astfel, majoritatea afrikanerilor din prezent sunt descendenți ai primilor coloniști care au sosit înainte de 1700, în special spre sfârșitul secolului al XVII-lea.
Aproximativ două treimi dintre aceștia erau neerlandezi vorbitori de neerlandeză, însă existau și cel puțin 150 de hughenoți și un număr aproape egal de vorbitori de germana de jos. De asemenea, comunități mai mici de suedezi, danezi și belgieni erau prezente în regiune.
| Populația albă în Colonia Capului, 1691                                           | Populația albă în Colonia Capului, 1691 |
| Origine                                                                           | Procentaj                               |
| --------------------------------------------------------------------------------- | --------------------------------------- |
| Neerlandezi                                                                       | 66,67%                                  |
| Francezi                                                                          | 16,67%                                  |
| Germani                                                                           | 14,29%                                  |
| Scandinavieni, Belgieni                                                           | 2,37%                                   |
| Notă – Cifrele nu includ soldați expatriați, marinari sau servitori ai companiei. |                                         |

### Estimări din 1754
În 1754, guvernatorul coloniei Capului, Ryk Tulbagh, a efectuat un recensământ al subiecților săi non-indigeni. Vrijburgerii albi, depășiți numeric de sclavii aduși din Africa de Vest, Mozambic, Madagascar și Indiile Orientale Olandeze, au fost estimați la aproximativ 6.000 de persoane.

### Estimări din 1806
În urma înfrângerii și prăbușirii Provinciile Unite în timpul Campaniei din Flandra, condusă de generalul francez Joseph Souham, Willem al V-lea, Prinț de Orania s-a refugiat în Regatul Unit, unde a cerut britanicilor să ocupe posesiunile coloniale olandeze până la restaurarea sa pe tron. Cu toate acestea, administrația olandeză nu a mai fost restabilită. După reluarea conflictelor cu Franța, o expediție britanică sub comanda Sir David Baird, primul baronet, a debarcat la Cap și, în 1806, a învins forțele guvernatorului Jan Willem Janssens, consolidând astfel dominația britanică asupra regiunii.
La momentul anexării orașului Cape Town la Imperiul Britanic, populația afrikanerilor era estimată la 26.720 de persoane, reprezentând aproximativ 36% din totalul populației coloniei.
| Populația albă în Colonia Capului, 1806                                                           | Populația albă în Colonia Capului, 1806 |
| Origine                                                                                           | Procentaj                               |
| ------------------------------------------------------------------------------------------------- | --------------------------------------- |
| Neerlandezi                                                                                       | 50%                                     |
| Francezi                                                                                          | 27%                                     |
| Germani                                                                                           | 17%                                     |
| Scandinavieni, Belgieni                                                                           | 5,5%                                    |
| Notă – Cifrele nu includ soldați sau ofițeri expatriați din alte posesiuni teritoriale britanice. |                                         |

### Recensământul din 1960
Recensământul sud-african din 1960 a fost ultimul recensământ realizat în Uniunea Africii de Sud. În cadrul acestuia, statutul etno-lingvistic al aproximativ 15.994.181 de cetățeni sud-africani a fost determinat pe baza limbii vorbite, religiei și rasei. Conform datelor, aproximativ 1,6 milioane de sud-africani erau albi vorbitori de limba afrikaans, ceea ce reprezenta aproximativ 10% din populația totală a țării. De asemenea, acest grup constituia 9,3% din populația din teritoriul vecin, Africa de Sud-Vest (actuala Namibia).

### Recensământul din 1985
Conform recensământului din 1985, numărul albilor vorbitori de limba afrikaans din Africa de Sud era de 2.581.080, adică aproximativ 9,4% din populația totală a țării.

### Recensământul din 1996
Recensământul sud-african din 1996 a fost primul recensământ realizat în Africa de Sud după abolirea regimului apartheid. Potrivit datelor, erau înregistrați 2.558.956 de albi vorbitori de limba afrikaans. Recensământul a subliniat că grupul afrikanerilor reprezenta al optulea grup etnic ca mărime din țară, având o pondere de 6,3% din populația totală. Chiar și după sfârșitul apartheidului, numărul acestui grup etnic a scăzut modest, cu doar 25.000 de persoane.

### Recensământul din 2001
Recensământul din 2001 a fost al doilea recensământ realizat în Africa de Sud după sfârșitul apartheidului. Conform acestuia, numărul albilor vorbitori de limba afrikaans era de 2.576.184, iar grupul afrikanerilor reprezenta al optulea grup etnic ca mărime din țară, constituind 5,7% din populația totală.

#### Distribuția populației
87.5–100% Afrikaans
     75–87.5% Afrikaans
     62.5–75% Afrikaans
     50–62.5% Afrikaans
     50–62.5% Engleză
     62.5–75% Engleză
     75–87.5% Engleză
     87.5–100% Engleză

Distribuția limbii afrikaans și engleze ca limbă maternă a sud-africanilor albi.
87.5–100% Afrikaans
75–87.5% Afrikaans
62.5–75% Afrikaans
50–62.5% Afrikaans
50–62.5% Engleză
62.5–75% Engleză
75–87.5% Engleză
87.5–100% Engleză

Afrikanerii reprezentau aproximativ 58% din populația albă a Africii de Sud, pe baza limbii materne. În schimb, vorbitorii de limba engleză, un grup etnic divers, constituiau aproape 37% din această populație. Similar cu Canada sau Statele Unite, majoritatea imigranților europeni recenți aleg să învețe limba engleză și sunt mai înclinați să se identifice cu descendenții coloniștilor britanici din secolul al XIX-lea. În afară de unele zone de-a lungul coastei din provinciile Eastern Cape și KwaZulu-Natal, vorbitorii de limba engleză erau semnificativ depășiți numeric de cei de origine afrikaans.
| Provincia     | Afrikaneri | % Afrikaneri | Toți albii |
| ------------- | ---------- | ------------ | ---------- |
| Eastern Cape  | 149.395    | 48,8%        | 305.839    |
| Free State    | 214.020    | 89,6%        | 238.789    |
| Gauteng       | 984.472    | 56,7%        | 1.735.094  |
| KwaZulu-Natal | 115.721    | 24,0%        | 482.114    |
| Limpopo       | 115.921    | 87,5%        | 132.421    |
| Mpumalanga    | 164.620    | 83,5%        | 197.078    |
| North West    | 237.598    | 89,0%        | 266.884    |
| Northern Cape | 93.637     | 91,3%        | 102.518    |
| Western Cape  | 461,522    | 55.4%        | 832,899    |
| Total         | 2,536,906  | 59.1%        | 4,293,636  |

### Recensământul din 2011
Recensământul sud-african din 2011 a raportat 2.710.461 de sud-africani albi vorbitori de limba afrikaans ca limbă maternă, ceea ce reprezenta aproximativ 5,23% din populația totală a țării. În plus, recensământul a indicat o creștere de 5,21% a populației afrikanerilor față de rezultatele recensământului din 2001.

### Răspândirea globală

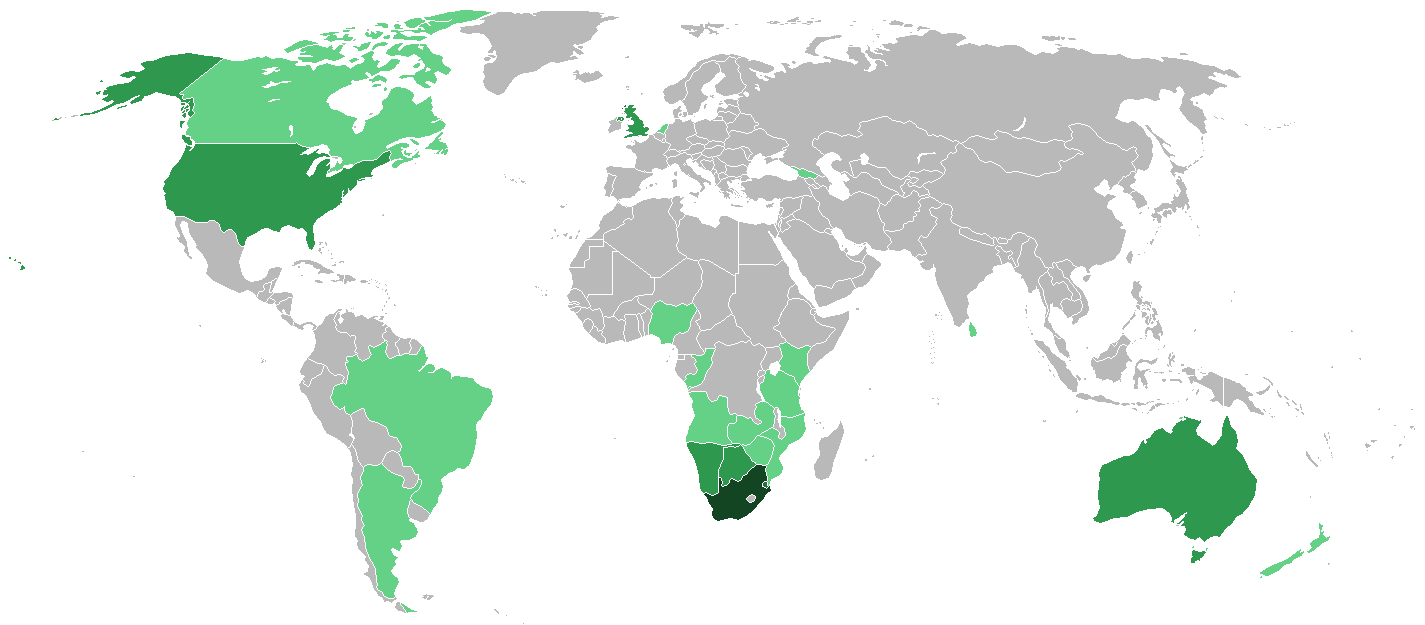
Diaspora afrikaner în Africa și în restul lumii.
unavailable
>10.000
10.000+
1.000.000+

unavailable
     >10.000
     10.000+
     1.000.000+

#### Namibia
Conform recensământului din 1991, erau 133.324 de vorbitori de limba afrikaans în Namibia, reprezentând 9,5% din populația totală a țării. Majoritatea acestora se identifică cu comunitatea de colorați și cu comunitatea de baster. Afrikanerii sunt concentrați în principal în Windhoek și în provinciile din sud, iar populația acestora în Namibia este estimată la aproximativ 100.000 de persoane.

#### Restul lumii
Un număr semnificativ de afrikaneri au migrat în diverse state membre ale Comunității Națiunilor, cum ar fi Canada, Regatul Unit, Australia și Noua Zeelandă. Alte destinații populare includ Țările de Jos, Emiratele Arabe Unite și Hong Kong. De asemenea, unii s-au stabilit în Brazilia, Argentina, Mexic și Qatar.
În afara Africii de Sud și Namibiei, cele mai mari comunități de afrikaneri se află în Australia și Noua Zeelandă. Conform recensământului australian din 2021, 49.375 de rezidenți din Australia vorbeau afrikaans la domiciliu. Deși nu toți acești locuitori sunt afrikaneri, este foarte probabil ca majoritatea să fie din acest grup. În 2018, 36.966 de rezidenți din Noua Zeelandă vorbeau afrikaans.
Mulți tineri afrikaneri au profitat de vizele de muncă disponibile în Regatul Unit, Țările de Jos și Belgia, pentru a câștiga experiență profesională. Sistemul de vize de muncă al Regatului Unit s-a încheiat pe 27 noiembrie 2008, fiind înlocuit cu viza Tier 5 (Mobilitatea Tineretului). În plus, Africa de Sud a fost exclusă din programul de vize de vacanță și muncă al Regatului Unit, Belgiei, Țărilor de Jos și altor state din Uniunea Europeană.
Începând din 2011, Georgia a încurajat imigrarea afrikanerilor pentru a sprijini revigorarea industriei sale agricole, care traversa o perioadă dificilă. În 2018, au apărut informații conform cărora Rusia ar putea primi până la 15.000 de afrikaneri în sudul țării.
Pe 7 februarie 2025, președintele SUA, Donald Trump, a semnat un ordin executiv referitor la Legea privind exproprierea din 2024 a Africii de Sud, pe care președintele Trump a susținut-o ca permițând confiscarea terenurilor de la fermierii afrikaneri. Totuși, această afirmație este falsă, deoarece Legea nu vizează în mod special fermierii afrikaneri, ci face parte dintr-un proces mai amplu de reformă a proprietății, destinat redistribuirii terenurilor din diverse sectoare către comunitățile defavorizate, printr-un proces corect și just, care are scopul de a corecta inegalitățile istorice. De asemenea, Statele Unite vor opri ajutoarele destinate Africii de Sud și vor acorda prioritate relocării refugiaților afrikaneri care se confruntă cu discriminare.

## Cultură

### Limbă

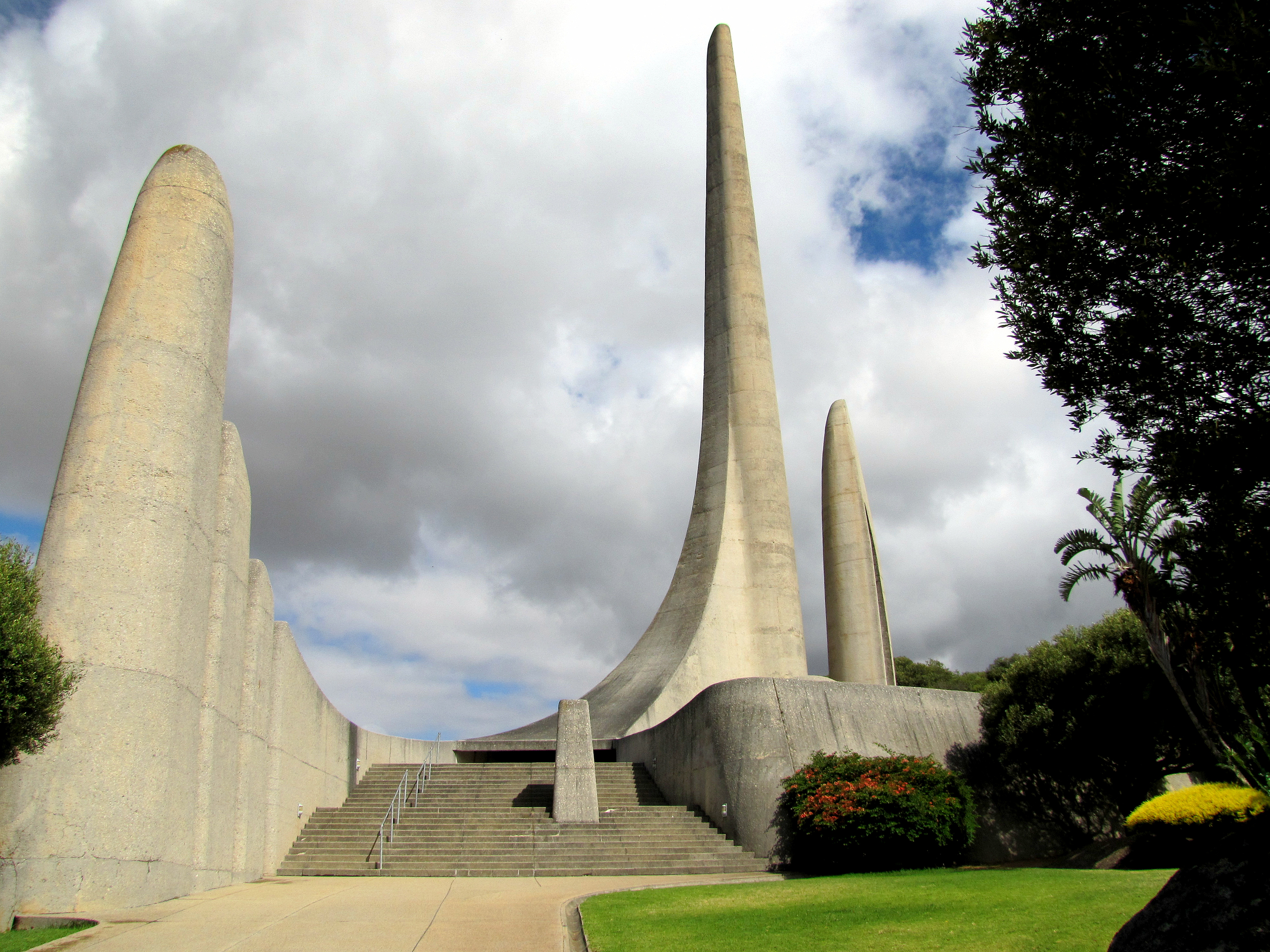
Monumentul limbii afrikaans din orașul Paarl, construit în 1975.

De-a lungul timpului, limba afrikaans s-a transformat din neerlandeza vorbită de primii coloniști albi din Cape Town. Începând cu sfârșitul secolului al XVII-lea, forma de neerlandeză vorbită în colonia Capului a început să se dezvolte, manifestându-se prin diferențe semnificative, mai ales în morfologie, dar și în pronunție, accent, și într-o măsură mai mică, în sintaxă și vocabular, față de limba neerlandeză din Țările de Jos. Totuși, cele două limbi rămân încă suficient de asemănătoare pentru a permite inteligibilitatea reciprocă. Coloniștii care ajungeau vorbind germană și franceză au început rapid să adopte limba neerlandeză, iar mai târziu, limba afrikaans. Procesul de transformare lingvistică a fost influențat și de limbile vorbite de sclavi, Khoikhoi, oameni de origine mixtă, dar și de comunitățile Cape Malay, Zulu, britanici și portughezi. De asemenea, termenul „taal”, însemnând „limbă” în afrikaans, a fost folosit pentru a desemna acest dialect emergent.
Deși limba neerlandeză a rămas oficială, noul dialect, cunoscut sub denumirile de „neerlandeză al Capului” (în engleză Cape Dutch), „neerlandeză africană” (în engleză African Dutch), „neerlandeză de bucătărie” (în engleză Kitchen Dutch) sau „taal”, a evoluat într-o limbă distinctă până în secolul XIX. Aceasta evoluție a fost susținută de figuri importante precum Cornelis Jacobus Langenhoven și de influența Societății Adevăraților Afrikaneri. De asemenea, caracteristicile lingvistice ale afrikaans includ o simplificare gramaticală față de neerlandeza standard, în special prin absența genului gramatical și a conjugării verbale complexe.
În 1925, un act al Parlamentului a conferit limbii afrikaans statutul de limbă oficială, egal cu cel al limbii neerlandeze (limba engleză fiind a doua limbă oficială) în Uniunea Africii de Sud. În acea perioadă, încercarea de a oficializa limba afrikaans a întâmpinat o mare opoziție, cu figuri importante precum Marthinus Steyn, avocat și politician de marcă, alături de alți opozanți, exprimându-și ferm discontentul. Astăzi, afrikaans este recunoscută ca una dintre cele unsprezece limbi oficiale ale Africii de Sud și reprezintă a treia cea mai vorbită limbă maternă din țară. În iunie 2013, Departamentul Învățământului Preuniversitar a inclus limba afrikaans ca limbă africană obligatorie pentru toți elevii, conform unei noi politici. În ciuda statutului oficial, limba afrikaans a fost o sursă de tensiune în perioada apartheidului, deoarece a fost asociată cu regimul de apartheid, iar în urma acestuia, a existat o rezistență semnificativă din partea comunității negre, care a perceput-o ca pe un simbol al opresiunii. În prezent, în unele instituții educaționale, afrikaans a fost înlocuit cu limba engleză ca mediu principal de instruire, deși există încă un număr semnificativ de școli care predau în afrikaans.
Limba afrikaans este predată la mai multe universități internaționale, inclusiv în Țările de Jos, Belgia, Germania, Polonia, Rusia și Statele Unite.

### Religie

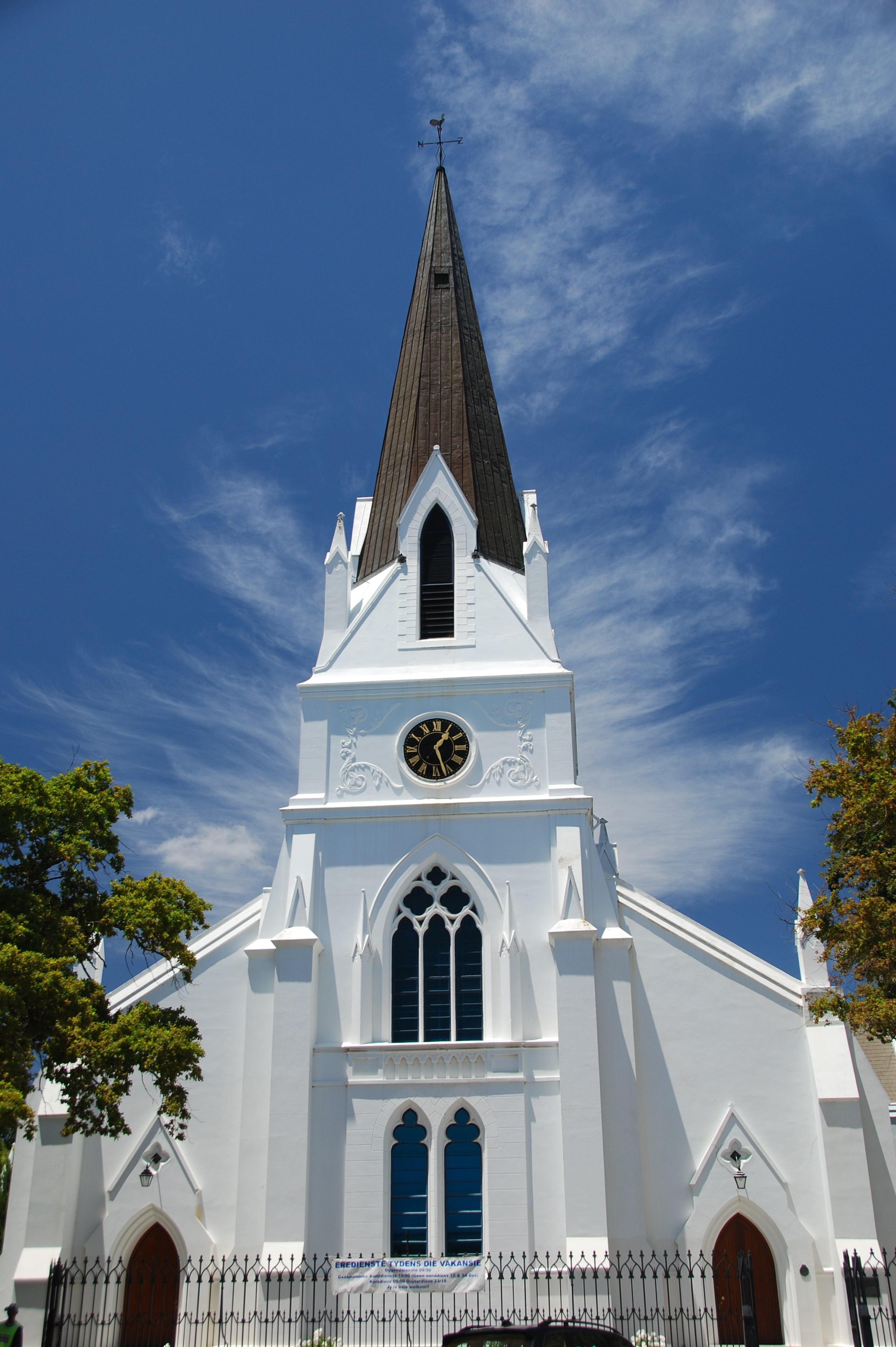
O biserică reformată olandeză în orașul Stellenbosch din 1723.

Istoric, afrikanerii au fost creștini calviniști, aparținând celor trei biserici sud-africane surori ale Bisericii Reformate Olandeze. Republicile burilor au fost fondate pe principiile acestei biserici. Totuși, începând cu anii '90, mulți afrikaneri au devenit atei sau s-au alăturat mișcărilor carismatice și altor biserici protestante, în special bisericii penticostale. În 1985, 92% dintre afrikaneri erau membri ai Bisericii Reformate Olandeze. Până la sfârșitul anului 2013, această cifră a scăzut la 40%, iar prezența reală săptămânală în bisericile reformate olandeze este estimată la aproximativ 25%.
Un element semnificativ al identității afrikaner și al credinței creștine specifice acestora este Ziua Jurământului. În timpul bătăliei de la Bloedrivier din 1838, un jurământ a fost făcut cu Dumnezeu, când un grup de buri s-a confruntat cu pericolul de a fi anihilat de o forță de soldați zulu conduși de regele Dingane. În schimbul ajutorului divin pentru obținerea victoriei, ei au promis să construiască o biserică și să cinstească această zi pentru totdeauna, considerând-o o zi sfântă dedicată lui Dumnezeu. Ei au jurat că vor păstra această zi ca un Sabat sacru pentru ei și urmașii lor. Pe 16 decembrie 1838, burii au învins forțele zuluilor: un grup de aproximativ 470 de buri a înfruntat o armată de aproximativ 20.000 de zulusi. Trei buri au fost răniți, iar aproximativ 3.000 de războinici zulusi au murit în luptă. Conform jurământului, afrikanerii au recunoscut că nu ar fi obținut victoria fără ajutorul divin, iar această zi este încă comemorată până în prezent, de obicei prin evenimente festive care includ un serviciu religios și un discurs public.

### Literatură
Afrikanerii au o tradiție literară adâncă, cu o serie de scriitori și poeți remarcabili care au contribuit semnificativ la cultura literară sud-africană și la dezvoltarea unei conștiințe naționale. Printre aceștia se numără Eugène Marais, Uys Krige, Elisabeth Eybers, Breyten Breytenbach, André Brink, C. J. Langenhoven și Etienne Leroux. Literatura în limba afrikaans a fost esențială în formarea identității culturale a Africii de Sud, dar și în exprimarea și contestarea dinamicilor politice complexe, în special în timpul regimului apartheid.
De-a lungul decadelor, autorii afrikaneri au avut un rol important în definirea limbii afrikaans nu doar ca un mijloc de comunicare, dar și ca un instrument de luptă culturală și politică. Scriitori precum Breyten Breytenbach și André Brink au folosit literatura pentru a critica regimul de segregare rasială, oferind nu doar o reflecție asupra realităților din sudul Africii, dar și o platformă pentru opoziția intelectuală față de apartheid. Ei au reimaginat rolul literaturii într-un context politic turbulent, devenind voci esențiale în mișcarea pentru schimbare și reconciliere.
Un alt exemplu notabil este J. M. Coetzee, câștigătorul premiului Nobel pentru literatură, de origine afrikaneră, care a devenit o figură centrală a literaturii sud-africane. Deși Coetzee a crescut într-o familie care vorbea limba engleză și a scris exclusiv în engleză, influențele culturale și istorice ale Africii de Sud sunt evidente în opera sa. Coetzee a tradus lucrări din afrikaans și neerlandeză, iar temele sale – colonialismul, apartheidul și responsabilitatea morală – reflectă complexitatea experienței sud-africane. Cu toate că scria în limba engleză, operele sale sunt strâns legate de tradiția literară afrikaneră, provocând o reevaluare a identității și a istoriei coloniale sud-africane.
Literatura în afrikaans a trecut printr-o transformare semnificativă în perioada post-apartheid. În timp ce în trecut limba a fost asociată cu regimul de apartheid, în prezent este tot mai mult recunoscută ca un vehicul cultural care a evoluat în direcția unui discurs mai incluziv, care reflectă diversitatea Africii de Sud. Scriitori post-apartheid, precum André Brink și Breyten Breytenbach, au continuat să exploreze complexitatea identităților sud-africane, subliniind faptul că afrikaans, deși a fost folosit ca limbă a opresiunii, rămâne un element esențial al patrimoniului cultural sud-african. Prin lucrările lor, ei au contribuit la o reevaluare a limbii, propunând-o nu doar ca pe un simbol al trecutului, dar și ca pe o unealtă pentru viitorul unui stat democratic, în continuă schimbare.

### Muzică

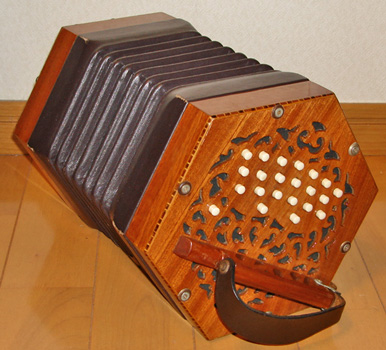
O concertină folosită în mod tradițional pentru Boeremusiek.

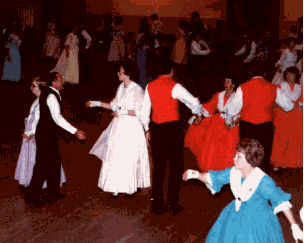
Dansul popular Volkspele.

Muzica este probabil cea mai populară formă de artă în rândul afrikanerilor, având o importanță deosebită în cultura și identitatea lor. În trecut, muzica tradițională Boeremusiek („muzică bură”) și dansul popular Volkspele („jocuri de oameni”) erau foarte apreciate, însă astăzi majoritatea afrikanerilor preferă o gamă variată de genuri internaționale și muzică populară afrikaneră ușoară. Limba afrikaans este folosită în aproape toate genurile muzicale: de la muzica populară (de exemplu, Kurt Darren, Steve Hofmeyr) la rock (de exemplu, Johannes Kerkorrel), punk, muzică industrială (de exemplu, Battery 9) și metal (de exemplu, KOBUS). Muzica country și muzica occidentală din SUA au avut o influență semnificativă, având o mare popularitate și o bază largă de fani în rândul multor sud-africani. De asemenea, dansurile sociale, cum ar fi sokkie, sunt încă apreciate ca un mod tradițional de a socializa.
Trupa de rock sud-africană Seether include o piesă ascunsă pe albumul lor Karma and Effect, intitulată Kom Saam Met My („Vino cu mine”), cântată în afrikaans, subliniind legătura puternică dintre muzica rock și limba afrikaans. Există și o mișcare de muzică rock subterană, iar trupe precum Fokofpolisiekar au un număr mare de fani loiali. Canalul de televiziune MK joacă un rol important în promovarea muzicii locale afrikaans, difuzând videoclipuri din genul rock afrikaner și susținând scena muzicală locală.
Un alt aspect esențial în cultura muzicală afrikaner este muzica religioasă, care include imnuri tradiționale și muzică gospel, profund legate de moștenirea calvinistă a comunității. Aceste piese sunt interpretate adesea în biserici și la evenimente religioase și continuă să fie un pilon important al tradiției muzicale, având un impact semnificativ asupra generațiilor de afrikaneri.
Muzicienii clasici afrikaneri au avut o influență considerabilă în peisajul muzical internațional. Pianiștii Wessel van Wyk, Ben Schoeman și Petronel Malan sunt doar câțiva dintre cei care au reprezentat cu mândrie tradiția muzicală afrikaner pe plan mondial. În plus, universitățile din Pretoria, Stellenbosch, Potchefstroom și Free State, care au fost inițial instituții destinate vorbitorilor de limba afrikaans, au avut un rol esențial în promovarea muzicii clasice în rândul tinerelor talente. Mimi Coertse, o cântăreață de operă cu renume internațional, a fost o figură proeminentă în acest domeniu, fiind, de asemenea, cunoscută pentru interpretările sale de lieder africană. De asemenea, examenele de muzică UNISA (Universitatea din Sud-Africa) includ acum o secțiune dedicată muzicii contemporane sud-africane, recunoscând și promovând lucrările compozitorilor afrikaneri.
În domeniul teatrului muzical, Ons vir jou, un musical contemporan despre cel de-al Doilea Război al Burilor, a adus în prim-plan lucrări semnate de Deon Opperman și partituri de Sean Else și Johan Vorster, membri ai trupei Eden. Muzicalele de film afrikaner au înflorit în anii 1950 și 1960 și au cunoscut o renaștere în secolul XXI, cu producții populare precum Liefling și Pretville, cu interpretări ale cântăreților Bobby van Jaarsveld, Steve Hofmeyr și Kevin Leo.
Festivalurile muzicale de amploare, precum Afrikaans is Groot (AIG), care se organizează anual, atrag mii de fani și subliniază popularitatea continuă a muzicii tradiționale și contemporane afrikaans. Aceste evenimente sunt un amestec vibrant de stiluri muzicale, care includ country, balade, rock și influențe din muzica țărănească și cântece populare. Această diversitate muzicală reflectă bogăția și complexitatea gusturilor muzicale ale afrikanerilor și adaptarea lor continuă la noile tendințe muzicale globale.
Un fenomen important în muzica contemporană afrikaner este integrarea digitală. Platformele online și serviciile de streaming au avut un impact semnificativ, oferind muzicienilor afrikaans o oportunitate de a ajunge la un public global. Artiștii locali reinterpretează tradițiile, creând fuziuni între muzica pop și elemente tradiționale sau combinând rock-ul cu ritmuri locale. Aceste tendințe au făcut ca muzica afrikaans să fie auzită în întreaga lume, având fani din diferite colțuri ale globului.
De asemenea, muzica în limba afrikaans nu se limitează doar la Sud Africa. Piese în afrikaans sunt ascultate și apreciate în țări precum Namibia, Zimbabwe și printre diaspora sud-africană din întreaga lume, iar unii artiști locali au reușit să își construiască o carieră internațională. Această expansiune a muzicii afrikaans pe scena globală demonstrează relevanța continuă și impactul acestei culturi muzicale.
În concluzie, muzica rămâne o forță vitală în rândul afrikanerilor, având rădăcini adânci în tradițiile locale, dar și o capacitate remarcabilă de a evolua și de a se adapta la schimbările culturale și muzicale globale. Această fuziune de stiluri tradiționale și moderne ajută la păstrarea și întărirea identității culturale a unui popor care continuă să își afirme unicitatea în peisajul dinamic al Africii de Sud și al lumii.

### Mâncare

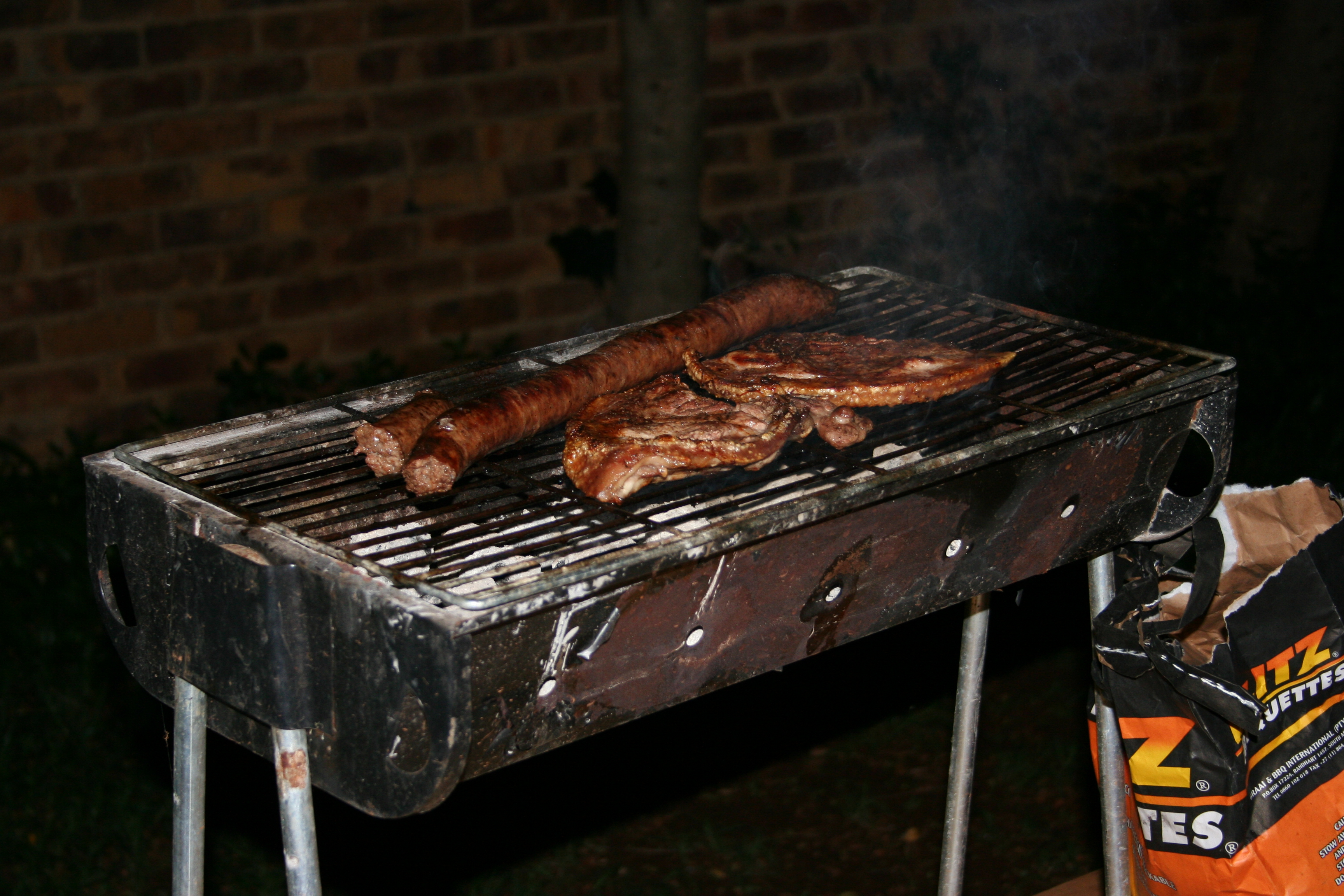
Un braai tipic pe un mic grătar.

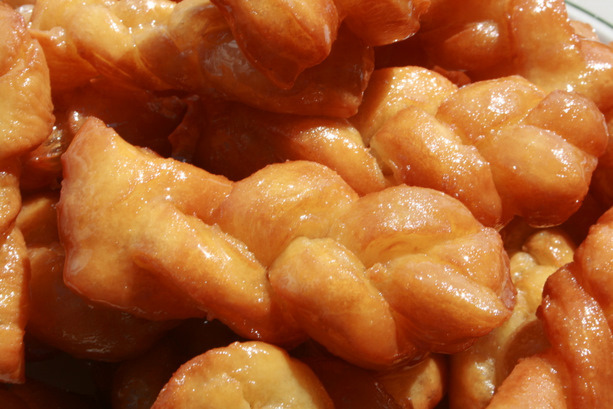
Koeksisters, un desert afrikaner.

Mâncarea afrikaner a avut o influență semnificativă asupra lexiconului sud-african, contribuind cu trei termeni unici: boerekos, potjiekos și braaivleis, deși acest din urmă (însemnând „carne la grătar”) s-a extins pentru a deveni o tradiție națională, fiind adesea asociat cu reuniuni sociale și întâlniri de familie în aer liber. Astfel, braaivleis simbolizează nu doar un mod de a pregăti carnea, ci și un ritual de comuniune și camaraderie în rândul sud-africanilor.
Boerekos, mâncarea tradițională a coloniștilor afrikaneri, este un exemplu de gastronomie rustică, ce reflectă valorile simplității și autosuficienței. Rețetele tipice includ carne (de obicei prăjită într-o tigaie sau gătită în cuptor), legume de sezon precum fasole verde, rădăcini sau mazăre și amidonuri, cum ar fi cartofii sau orezul. Sosurile sunt preparate în oala în care carnea este gătită, iar rețetele sunt adesea îmbogățite cu legume suplimentare, cum ar fi dovlecei sau cartofi dulci. Ingredientele pot fi prelucrate în preparate specifice, cum ar fi pampoenkoekies (biscuiți de dovleac) sau plaasboontjies (un amestec de fasole verde gătită, cartofi și ceapă), creând o simfonie de arome și texturi care reflectă atât tradițiile agricole ale Africii de Sud, cât și influențele externe.
Carnea ocupă un loc central în dieta afrikaneră, iar varietatea de tipuri de carne consumate este vastă – de la vită, pui, porc, până la vânat. Totuși, carnea animalelor de povară, cum ar fi caii și măgarii, nu este parte din alimentația tradițională și este rar consumată.
Influențele externe asupra gastronomiei afrikanere sunt vizibile prin preparate precum bobotie (un tip de plăcintă cu carne și ouă) și curry, precum și prin utilizarea condimentelor tipice, cum ar fi turmeric, în diverse feluri de mâncare. Influentele indiene și ale populațiilor locale indigene au fost esențiale în dezvoltarea unui stil culinar unic, care combină tradițiile europene cu ingredientele și gusturile specifice regiunii. Gospodăriile afrikaner sunt adesea iubitoare de combinații de mâncăruri precum pap (mămăligă) cu cârnați, curry cu orez sau chiar pește cu cartofi prăjiți – un amestec de ingrediente simple și gustoase care reflectă influențele locale și internaționale.
Un alt aliment emblematic este biltongul (carne uscată) și droewors, tradiționale în rândul afrikanerilor și având o istorie ce datează din perioada marea migrației și a războaielor burilor. Aceste preparate au fost esențiale pentru conservarea cărnii și sunt încă foarte populare, fiind consumate adesea ca gustări sau ca parte a unui pachet pentru drum.
Deserturile tradiționale afrikanere sunt un alt capitol al gastronomiei, iar koeksisters (gogoși umplute cu sirop dulce) și melktert (plăcintă cu cremă de lapte) sunt doar câteva dintre delicatesele care rămân în continuare iubite de toți sud-africanii. Aceste deserturi nu sunt doar tradiționale, ci sunt simboluri ale ospitalității și ale adunărilor familiale.
În plus, festivalurile de mâncare sunt un element important al culturii culinare afrikanere. Evenimente precum Afrikaans is Groot (AIG) adună mii de spectatori, celebrând nu doar muzica și cultura afrikaneră, ci și tradițiile culinare. Astfel, mâncarea devine un simbol al unității și al patrimoniului cultural, iar braaivleis și boerekos sunt parte integrantă din aceste sărbători și reuniuni.
În general, mâncarea afrikaneră reflectă valorile culturale ale acestui grup etnic: simplitate, tradiție și comuniune. Această gastronomie este caracterizată de utilizarea ingredientelor locale, de influențele diverse ale colonizatorilor și ale popoarelor indigene, și de o istorie adâncă legată de agricultură și de necesitatea de a conserva alimentele. Totodată, preparatele nu sunt doar despre hrană, ci și despre legătura cu pământul și cu istoria, despre păstrarea tradițiilor și despre celebrările comune.

### Sport
Rugby-ul, crichetul și golful sunt considerate în general cele mai populare sporturi printre afrikaneri. Rugby-ul, în special, este văzut ca unul dintre pilonii centrali ai comunității afrikanerilor și are o semnificație culturală profundă. În perioada apartheidului, rugby-ul a fost un simbol al unității și identității afrikanere, iar echipa națională de rugby, Springboks, a fost un simbol al mândriei și al rezistenței în fața boicoturilor internaționale. Deși Springboks nu a participat la primele două ediții ale Cupa Mondială de Rugby în 1987 și 1991 din cauza boicoturilor sportive impuse Africii de Sud, echipa a obținut victorii istorice la 1995, 2007 și 2019. În special, victoria din 1995, când Nelson Mandela l-a susținut pe căpitanul echipei, Francois Pienaar, a devenit un simbol al reconcilierii naționale post-apartheid, oferind o platformă pentru unificarea diverselor grupuri etnice ale Africii de Sud.
Boere-sport (sportul burilor) a avut, de asemenea, un rol semnificativ în tradițiile culturale ale afrikanerilor. Acest concept includea o gamă largă de sporturi și jocuri tradiționale, cum ar fi remorcherul de război, cursele cu trei picioare, jukskei (un joc cu bastoane), skilpadloop (mersul ca broasca țestoasă) și alte jocuri care puneau accent pe agilitate și abilitatea fizică. Aceste sporturi aveau un caracter distinctiv legat de stilul de viață rural al burilor și de pregătirea fizică necesară în timpul perioadelor de migrație sau război. Deși multe dintre aceste jocuri tradiționale au început să fie mai puțin populare în epoca modernă, ele sunt încă practicate în zonele rurale sau la festivaluri și evenimente culturale, fiind păstrătoare ale unui patrimoniu viu al comunității afrikanerilor.
În ciuda importanței istorice a rugby-ului, fotbalul (sau soccer) a devenit, treptat, sportul cel mai popular la nivel național în Africa de Sud, cu o mare aderență în rândul diverselor grupuri etnice ale țării. Astăzi, fotbalul este sportul care domină majoritatea orașelor sud-africane și adună mase mari de fani în competițiile interne și internaționale. Cu toate acestea, crichetul și golful continuă să fie foarte apreciate, mai ales în rândurile elitelor, și atrag un public larg în evenimente internaționale importante, cum ar fi Campionatul Mondial de Cricket și Campionatul Mondial de Golf. De asemenea, în rândul sporturilor de echipă, hocheiul pe iarbă este o disciplină cu o popularitate în creștere în rândul tinerelor talente din școlile din Africa de Sud.

### Arhitectură

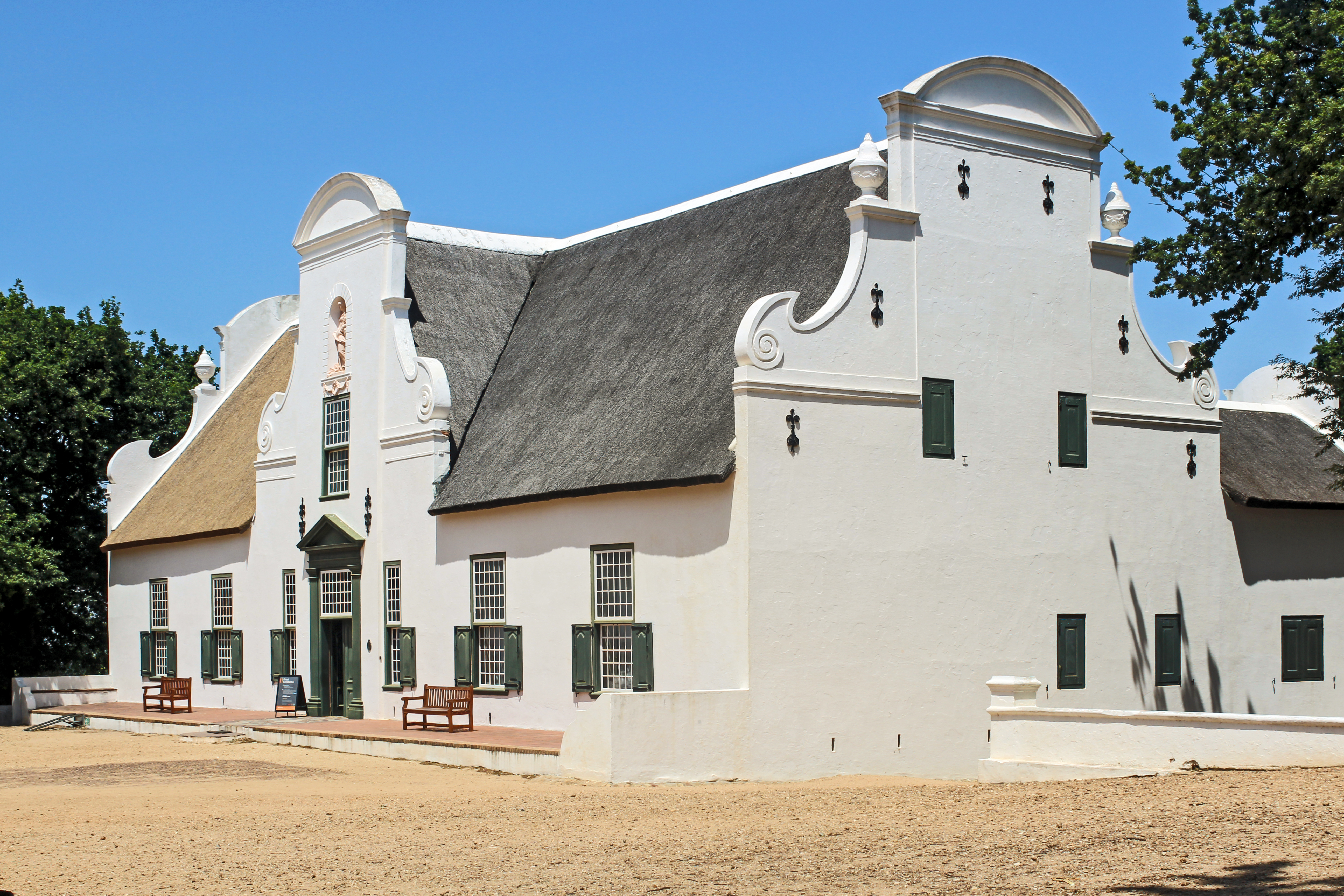
Casa principală a podgoriei Groot Constantia, în Cape Town, un exemplu clasic al arhitecturii Cape Dutch.

Arhitectura Cape Dutch (cunoscută și sub denumirea de arhitectura olandeză din Cape) reprezintă un stil arhitectural distinctiv, originar din provincia Western Cape din Africa de Sud. Având rădăcini adânci în Olanda medievală, Germania, Franța și Indonezia, acest stil a fost influențat de coloniștii olandezi, dar și de populațiile indigene Khoikhoi, precum și de sclavii aduși din sud-estul Asiei și din zona Oceanului Indian. Aceste influențe s-au amestecat pentru a crea un stil arhitectural unic, ce se caracterizează printr-o simetrie elegantă și o funcționalitate adaptată la condițiile climatice din regiune.
Arhitectura Cape Dutch este ușor recognoscibilă prin detalii precum gabele decorate, acoperișurile din stuf și pereții groși din piatră, care ajută la menținerea unei temperaturi confortabile în interior. Aceasta reflectă atât influențele europene, cât și necesitățile practice ale coloniștilor, care au trebuit să se adapteze peisajului sud-african. Clădirile tradiționale în stil Cape Dutch sunt frecvent întâlnite în fermele din zonele rurale, dar și în orașe precum Stellenbosch și Franschhoek, care păstrează și astăzi o mare parte din această arhitectură istorică.
După al Doilea Război Mondial, un nou stil arhitectural, Școala de Arhitectură Pretoria, a apărut, promovând o viziune modernistă autohtonă. Acesta a fost o reacție la stilurile coloniale și a reflectat dorința de a crea o arhitectură mai relevantă pentru realitățile sud-africane postbelice. Multe dintre clădirile din centrul orașului Pretoria sunt exemple remarcabile ale acestui curent modernist, care îmbină funcționalitatea cu estetica, și adesea încorporează elemente din tradițiile locale.
Astăzi, arhitecți afrikaneri de renume precum Gawie Fagan, Louis Louw, Achilles Apostollelis și Sam Pellisier sunt recunoscuți pentru proiectele lor inovatoare, care combină eleganța clasică cu tehnologiile moderne. Casele lor sunt adesea exemple remarcabile de armonie între tradiție și inovație, reflectând o arhitectură sud-africană în continuă schimbare.
Un fenomen arhitectural mai recent, care a apărut mai ales în nordul Africii de Sud și s-a răspândit spre sud, este stilul „Bur-Toscane”. Aceste case, inspirate de caracteristicile arhitecturii italiene, combină eleganța rustică cu influențe europene din perioada medievală și renascentistă. Locuințele Bur-Toscane sunt adesea caracterizate prin pereți groși din piatră, feronerie tradițională și acoperișuri arcuite, iar interiorul include detalii rustice, dar rafinate.
Arhitectura Cape Dutch continuă să joace un rol simbolic în cultura Afrikanerilor, fiind un emblema a moștenirii lor istorice și a legăturii lor cu pământul sud-african. În ciuda diversificării stilurilor arhitecturale moderne, multe dintre fermele tradiționale au fost restaurate cu grijă pentru a păstra autenticitatea și farmecul original. În prezent, aceste clădiri istorice sunt protejate ca monumente ale patrimoniului și sunt adesea utilizate pentru evenimente culturale sau vizite turistice.
Astfel, arhitectura afrikaner nu este doar un stil estetic, ci o parte integrantă a identității culturale și istorice a Afrikanerilor. De la vechile ferme Cape Dutch, simboluri ale colonizării și adaptării la clima sud-africană, la noile tendințe Bur-Toscane și arhitectura modernistă din Pretoria, aceste stiluri arhitecturale reflectă evoluția continuă a societății sud-africane și căutarea unui echilibru între moștenirea trecutului și provocările prezentului.

### Numismatică
Prima monedă de aur exprimată în uncie din lume, denumită Krugerrand, a fost emisă de South Africa Mint pe 3 iulie 1967. Numele Krugerrand provine de la Paul Kruger, președintele Republicii Transvaal, și de la rand, unitatea monetară a Africii de Sud. Krugerrand a fost primul aur de investiție în lume care a fost emis în unități de uncie, iar acest lucru a avut un impact semnificativ asupra pieței globale a aurului, contribuind la consolidarea statutului Africii de Sud ca una dintre cele mai mari economii aurifere ale lumii. De asemenea, Krugerrand a fost simbolul accesibilității aurului pentru investitori individuali, marcând o revoluție în modul în care aurul putea fi cumpărat și vândut pe piața globală.
În aprilie 2007, South Africa Mint a lansat o monedă de colecție de aur de 1 rand, dedicată poporului afrikaner, ca parte a unei serii culturale. Moneda ilustrează Marea Migrație (Great Trek), un eveniment definitoriu în istoria afrikanerilor, desfășurat între 1835 și 1852. Designul monedei surprinde călătoria migrației prin Munții Scorpiei (Scorpion Mountains), un teren abrupt și provocator, care a fost martor al unor lupte intense și al unei voințe neclintite. Munții Scorpiei reprezintă un simbol al rezilienței și determinării afrikanerilor în fața greutăților. Moneda comemorativă din 2007 reflectă legătura profundă dintre identitatea națională afrikaner și acest moment crucial din istoria lor, subliniind drumul migratoriu dur al poporului afrikaner.

## Instituții

### Culturale
Afrikaanse Taal en Kultuurvereniging (ATKV) ("Asociația a limbii și culturii afrikaans”) este responsabilă de promovarea limbii și culturii afrikaans.
Die Voortrekkers este o mișcare pentru tineri afrikaneri din Africa de Sud și Namibia, cu un număr de peste 10.000 de membri activi pentru promovarea valorilor culturale, menținerea normelor și standardelor în calitate de creștini și a fi membri responsabili ai comunității.
Suid-Afrikaanse Akademie van Wetenskap en Kuns ("Academia sud-africană de științe și cultură") este o instituția care promovează știința și cultura în rândul vorbitorilor de limba afrikaans din Africa de Sud.

### Politic
Majoritatea covârșitoare a afrikanerilor au susținut Alianța Democrată (DA), principalul partid de opoziție, în alegerile generale din 2014. DA este un partid liberal și un membru cu drepturi depline al Liberal International. Platforma DA promovează valori liberale, economii de piață și se opune politicii guvernamentale ale ANC, aflat la putere. Acesta este principalul motiv pentru care DA atrage susținători din rândul populațiilor albe și de rasă mixtă din Africa de Sud, inclusiv afrikaneri.
Un număr mai mic de afrikaneri este implicat în organizații politice naționaliste sau separatiste. Freedom Front Plus (FF+) este un partid politic etnic afrikaner care militează pentru drepturile minorităților afrikanere. De asemenea, FF+ promovează inițiativa Volkstaat, ce urmărește crearea unui stat autonom pentru afrikaneri și este strâns legat de orășelul Orania. Liderul de atunci al FF+, Pieter Mulder, a fost ministru adjunct al Agriculturii, Pădurilor și Pescației în Cabinetul președintelui Președintelui Jacob Zuma între 2009 și 2014.
Foarte puțini afrikaneri votează pentru ANC. Printre politicienii afrikaneri remarcabili din ANC se numără Derek Hanekom, Marthinus van Schalkwyk, Andries Nel, Gert Oosthuizen și Carl Niehaus.
În noiembrie 2012, un sondaj online realizat de ziarul Beeld, la care au participat aproape 11.000 de afrikaneri, a arătat că 42% dintre aceștia s-au descris ca fiind conservatori, iar 36% ca fiind liberali.
În alegerile din 2019, sprijinul pentru FF+ a crescut semnificativ în fostele bastioane ale DA. Un membru important al FF+, Philip van Staden, a declarat că partidul său a înregistrat o creștere semnificativă datorită pozițiilor liderului DA, Mmusi Maimane, în ceea ce privește rasa și identitatea etnică, care au dus la înstrăinarea multor alegători albi vorbitori de afrikaans. Partidul a continuat să câștige circumscripții anterior controlate de DA, cu populații concentrate de afrikaneri.